# Asperula beckiana
Asperula beckiana är en måreväxtart som beskrevs av Árpád von Degen. Asperula beckiana ingår i släktet färgmåror, och familjen måreväxter.
Artens utbredningsområde är Kroatien. Inga underarter finns listade i Catalogue of Life.